# Bund der Verfolgten des Naziregimes
Der Bund der Verfolgten des Naziregimes (BVN) ist eine 1950 durch den Emigranten Peter Lütsches initiierte eher christdemokratische und dezidiert antikommunistische Abspaltung der Vereinigung der Verfolgten des Naziregimes (VVN). Der Einfluss des CDU-nahen Dachverbandes blieb allerdings begrenzt. Im Jahre 1954 organisierten sich einzelne Landesverbände des BVN und nicht kommunistische Kleingruppen im Zentralverband demokratischer Widerstandskämpfer- und Verfolgtenorganisationen (ZDWV).

## Überblick
Während sich die 1946 gegründete VVN als überparteiliche Solidargemeinschaft verstand, die Verfolgte und Widerstandskämpfer von Christ- über Sozialdemokraten bis hin zu Kommunisten und anderen Gruppen vereinte, sorgten die Spannungen des Kalten Krieges dafür, dass sich am 4. Februar 1950 in Düsseldorf der Bund der Verfolgten des Naziregimes um vor allem Christliche Demokraten abspaltete, was sich seit 1948 im Ansatz abgezeichnet hatte. Zwei Jahre zuvor hatte sich bereits die Arbeitsgemeinschaft ehemals verfolgter Sozialdemokraten (AvS) gegründet. Der BVN richtete sich antikommunistisch aus – auch im Briefkopf wies sie sich als „Die antikommunistische Verfolgtenorganisation“ aus – und stand vor allem der CDU, aber auch der FDP nahe.
In den Bundesländern gründeten sich Landesverbände des BVN, besonders aktiv wurde er in West-Berlin – dort erschien von 1953 bis 1964 die Monatszeitschrift Die Mahnung. Zentralorgan demokratischer Widerstandskämpfer und Verfolgten-Organisationen. –, aber auch in den Regionen Hamburg und Düsseldorf/Nordrhein-Westfalen. Zum Teil wurden sie anders benannt und/oder operierten unabhängig wie in Hessen (Verband für Freiheit und Menschenwürde e. V. (VFM)) und in Bayern (Landesrat für Freiheit und Recht = BVN in Bayern; Nachfolgeorganisation: Bund Widerstand und Verfolgung (BWV)).
Finanzielle Unterstützung erfuhr der BVN vom CDU-geführten Bundesministerium des Innern (ca. 80.000 DM an Zuwendungen soll es 1950 von Seiten der Bundesregierung gegeben haben) und von US-amerikanischen Geheimdiensten. Bundeskanzler Konrad Adenauer (CDU) unterstützte im Vorfeld die Spaltung und förderte Lütsches insbesondere Anfang 1950. Nach Spernol gehörte der BVN zum „informationspolitischen Beziehungsgeflecht“ der CDU-nahen Arbeitsgemeinschaft Demokratischer Kreise (ADK). In SPD-Kreisen wurde eine Regierungsnähe des Vereins kritisiert. So wurde offenbar in Broschüren für den Schuman-Plan und die damaligen Regierungsparteien geworben; außerdem brachte Lütsches die AvS im Kanzleramt als „Unterorganisation der KPD“ in Misskredit. Die Position von SPD-Funktionären wie Franz Neumann stieß auf Widerstand bei Repräsentanten der US Army. Nach einem Auszug von verbliebenen Sozialdemokraten aus dem BVN, den dessen Führung bestritt, sprach der Parteivorstand der SPD 1953 von „bewußten Irreführungen“. Auf Vorschlag des SPD-Bundesvorstands unter Erich Ollenhauer erging nun ein Unvereinbarkeitsbeschluss. Der Journalist Karl Marx von der Allgemeinen Wochenzeitung für Juden in Deutschland monierte die fehlende Konsultierung Lütsches mit jüdischen Vertretern. Der Aktionsrahmen des BVN hielt sich trotz erfolgreicher antikommunistischer Eingrenzung der VVN in Grenzen. Zu einer sprunghaften Zunahme der Mitglieder kam es nicht. Sowohl die VVN als auch die Gegenorganisation BVN waren Mitglied in internationalen Dachverbänden der NS-Verfolgten.
Erster Bundesvorsitzender (1950–1953) wurde der Journalist und aus dem Zentrum gekommene CDU-Politiker Peter Lütsches, der zuvor der VVN angehört hatte. Von den weiteren Mitgliedern und Funktionären des BVN, die zum Teil aus den Reihen der VVN stammten, sind u. a. zu nennen: Karl Ibach, Karl Arnold, Josef Gockeln, Walther Hensel, Friedrich Middelhauve, Franz Glienke, Max Köhler, Adolf Benscheid, Eugen Budde, Philipp Auerbach, Wolfgang Müller, Werner Goldberg, Josef Vienerius und Bernt Engelmann. Der evangelische Theologe Heinrich Grüber wurde Ehrenmitglied.
Offizielles Organ (1950–1956) – anknüpfend an die VVN-Nachrichten – wurde das unregelmäßig bei der Gesellschaft für Buchdruck und Verlag in Düsseldorf-Gerresheim erschienene und durch Lütsches herausgegebene Blatt 20. Jahrhundert bzw. die Zeitung ohne Namen (Untertitel: Überparteiliches Blatt für Freiheit, Recht und Menschenwürde), später umbenannt in Das freie Wort. Für Freiheit, Recht und Menschenwürde. Auch dieses wurde staatlicherseits finanziell gefördert, allerdings fingierte hier Lütsches die Auflage von 4.000 Exemplaren. Lütsches' Spesenabrechnungen wurden kritisiert, außerdem gab es selbst Verbands-intern den Vorwurf der Zweckentfremdung des Vereins durch den Vorsitzenden. Lütsches wurde weiterhin vorgehalten, Unterlagen, die mit der Buchführung im Zusammenhang standen, vernichtet zu haben. Günter Beaugrand bezeichnete Das freie Wort als „Kampfblatt gegen den Rechts- und Linksradikalismus“. 1952 wurde die Zeitschrift durch die später mehrsprachig erschienene Beilage Europäisches Forum erweitert, zu den Autoren zählten u. a. Alfred Mozer, Martin Dehousse, Henri Frenay, Carlo Schmid, Hermann Schützinger, Theodor Plievier, Franz Ballhorn, Alfred-Serge Balachowsky, Alexander Wiley, Norris Poulson und Franz Etzel. 1953/54 erschien die Beilage Soziale Beilage. Wiedergutmachung, Steuerrecht, Arbeitsrecht, Wohnungsfragen. Überdies wurde das Mitteilungsblatt Freiheit und Recht. Die Stimme der Widerstandskämpfer für ein freies Europa etabliert, das 1955 die Rolle von Das freie Wort, welches aus Kostengründen eingestellt wurde, einnehmen sollte. 1972 wurde es zum Organ des Zentralverbandes demokratischer Widerstandskämpfer- und Verfolgtenorganisationen (ZDWV), in dem sich der BVN ab 1954 engagierte. Ibach redigierte lange Zeit das Blatt.
Beaugrand, der selbst für Das freie Wort arbeitete, berichtete als Zeitzeuge über eine „in übelsten Tönen geführte VVN-Kampagne gegen den BVN“. Und weiter: „Durch die Auseinandersetzung mit der VVN hatten BVN und Redaktion hautnah erfahren, welche Ausmaße die ideologische Verhärtung der dem stalinistischen Kurs und der SED-Linie folgenden Kommunisten in der Verfolgtenorganisationan genommen hatte“. Aktiv betrieb der BVN eine Kampagne gegen den nordrhein-westfälischen Ministerialrat Marcel Frenkel, einen Juristen jüdischer Herkunft, der die NRW-Entschädigungsbehörde leitete und Mitglied der KPD war. Frenkel kritisierte aus der Sicht der VVN den Konkurrenzverband und dessen Entschädigungskonzepte wie auch die der CDU (1951). Zwar setzte sich der BVN grundsätzlich für ein Bundesentschädigungsgesetz (Bundesgesetz zur Entschädigung für Opfer der nationalsozialistischen Verfolgung) ein, was etwa die Wiedereinstellung ehemals verfolgter Beamten beinhaltete. Allerdings verlangte er schon im Juni 1950 die Abberufung von Frenkel, da der Etat von dessen Landesamt für Wiedergutmachung angeblich „zu 70% für Glaubensjuden, Kommunisten, Sozialisten ausgegeben“ werde. Nach Spernol kann gezeigt werden, dass der BVN in der Praxis für die „Exklusion von Kommunisten“ argumentierte. Der BVN wurde 1951 in Hamburg Mitglied der Jungen Deutschen Freiheitsfront (JDFF), welcher sich neben demokratischen Jugendorganisationen auch der rechtsextreme, später verbotene Bund Deutscher Jugend (BDJ) angeschlossen hatte. Im selben Jahr forderte der BVN von der Bundesregierung bis zur Freilassung des von der sowjetischen Geheimpolizei verschleppten und mit dem BVN zusammen arbeitenden Journalisten Alfred Weiland das in Gewahrsam nehmen von „SED-Agenten“. Spernol attestierte dem BVN generell eine „aggressiv[] antikommunistische Propaganda“; der zutage getretene Alarmismus diente letztlich der Selbstlegitimation.
Im Jahre 1950 unterstützte der BVN – wie auch der Senats der Freien und Hansestadt Hamburg und der Zentralrat der Juden in Deutschland – einen Boykottaufruf gegen den massiv in der Kritik gestandenen Film Unsterbliche Geliebte des Jud-Süß-Regisseurs Veit Harlan. Über seine Organe kritisierte der BVN wegen des Verfahrensverlaufs gegen den ehemaligen SS-Standartenführer Walter Huppenkothen, Mitglied einer Einsatzgruppe, den Umgang der westdeutschen Justiz mit NS-Verbrechen.
Im Jahre 1952 organisierte der BVN gemeinsam mit der Fédération Internationale Libre des Déportés et Internés de la Résistance (FILDIR), einer internationalen Organisation für Widerstandskämpfer und Verfolgte, den Kongress „‚Kongreß Freier Völker‘ – ein Anfang und Versuch“ in Düsseldorf, auf dem deutsche und europäische Persönlichkeiten wie Alexander Schenk Graf von Stauffenberg (Bruder von Claus Schenk Graf von Stauffenberg), Ernst Tillich, Klaus-Peter Schulz, Anton Hilckman und Jos Serrarens referierten und an dem u. a. der Schriftsteller Alfred Döblin teilnahm. Anlässlich der Feierlichkeiten des BVN im Landtag Nordrhein-Westfalen zum zehnjährigen Bestehen hielt der Schriftsteller Heinrich Böll eine Rede, in der er zivilgesellschaftliches Engagement gegen Rechtsradikalismus einforderte und vor erneutem politischen Opportunismus von Deutschen warnte. Ab 1962 richtete der BVN mit den Dachorganisationen FILDIR und ZDWV die Gedenkfeiern zum Jahrestag des 20. Juli 1944 in der Beethovenhalle in Bonn aus.
Am Kölner Hansaring ließ der BVN für die Opfer der nationalsozialistischen Gewaltherrschaft 1951 eine Steinplatte aufstellen. Im Jahre 1953 wurde als Erwiderung auf den Gedenkstein für die Opfer des Stalinismus am Charlottenburger Steinplatz das oder eines der ersten Denkmäler für die Opfer des Nationalsozialismus in West-Berlin durch den BVN errichtet. In den 1960er Jahren brachte eine Regionalgruppe eine Gedenktafel für die Opfer im KZ Niederhagen an. Ab 1982 unterstützten dann verschiedene Organisationen wie BVN, VVN, Liga für Menschenrechte, Jüdische Gemeinde usw. Initiativen zur Etablierung einer Gedenkstätte im Haus der Wannsee-Konferenz. Ab Ende der 1980er Jahre war man auch in die Neugestaltung des Prinz-Albrecht-Geländes mit eingebunden.
Da der Verband im Gegensatz zum Vereinigung der Verfolgten des Naziregimes – Bund der Antifaschistinnen und Antifaschisten keine jungen Mitglieder aufnimmt, ist er aufgrund der Demografie zuletzt auf wenige Mitglieder zusammengeschmolzen und 2016 aufgelöst worden.
Letzte Vorsitzende des Bund der Verfolgten des Naziregimes, Redakteurin und Autorin der "Mahnung", des Zentralorgans des BVN Berlin war die FDP-Politikerin und seit April 2021 Vorstandsvorsitzende des "Jüdischen Forums für Demokratie und gegen Antisemitismus" Nikoline Hansen.
Am 5. September 2024 wurde in der Gedenkstätte Deutscher Widerstand die Webseite zur Geschichte des BVN mit dem Titel
"Die Mahnung" (BVN 1946 – 2016 Bund der Verfolgten des Naziregimes Berlin) vorgestellt.

## Veröffentlichungen (Auswahl)
Herausgeberschaften:
- Ein Jahr BVN. Hrsg. vom Bundessekretariat des Bundes der Verfolgten des Naziregimes, Düsseldorf 1950
- Widerstand. Gestern und Heute. Hrsg. vom Bund der Verfolgten des Naziregimes, o. O. 1950
- Wir dürfen nicht schweigen. Streiflichter aus den politischen Haftanstalten der Sowjetzone. Hrsg.: Untersuchungsausschuß Freiheitlicher Juristen der Sowjetzone, Berlin-Zehlendorf; Bund der Verfolgten des Naziregimes, Düsseldorf; Kampfgruppe gegen Unmenschlichkeit, Berlin-Nikolassee; o. O., o. J. [1951].
- Das „Wannsee-Protokoll“ zur Endlösung der Judenfrage und einige Fragen an die, die es angeht. Hrsg. vom Bundesvorstand des BVN, Düsseldorf 1952

Werkaufträge:
- Aurel Billstein: Der eine fällt, die andern rücken nach…. Dokumente des Widerstandes und der Verfolgung in Krefeld 1933–1945 (= Bibliothek des Widerstandes). Zusammengestellt im Auftrag der Vereinigung der Verfolgten des Naziregimes (VVN-Bund der Antifaschisten), des Bundes der Verfolgten des Naziregimes (BVN) und der Jüdischen Gemeinde Krefeld, Röderberg-Verlag, Frankfurt am Main 1973